# Departamento San Justo (Córdoba)

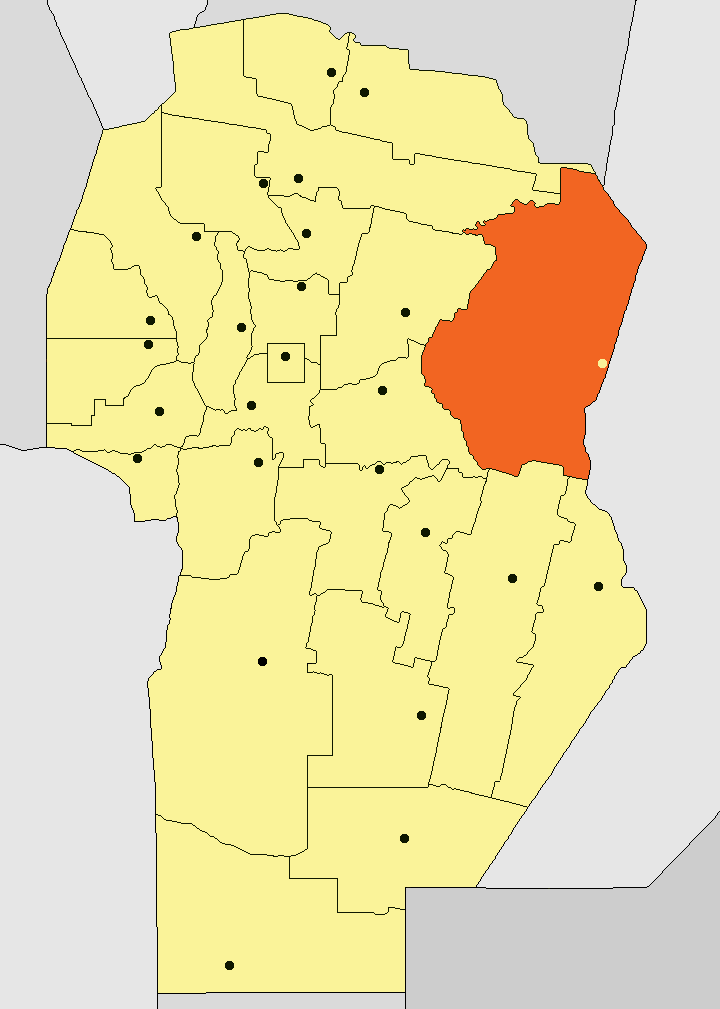
Lage des Departamento San Justo in der Provinz Córdoba

San Justo ist ein Departamento im östlichen Zentrum der zentralargentinischen Provinz Córdoba.
Insgesamt leben 230.339 Menschen auf 15.560 km² dort. Die Hauptstadt des Departamento ist San Francisco.

## Städte und Dörfer
- Alicia
- Altos de Chipión
- Arroyito
- Balnearia

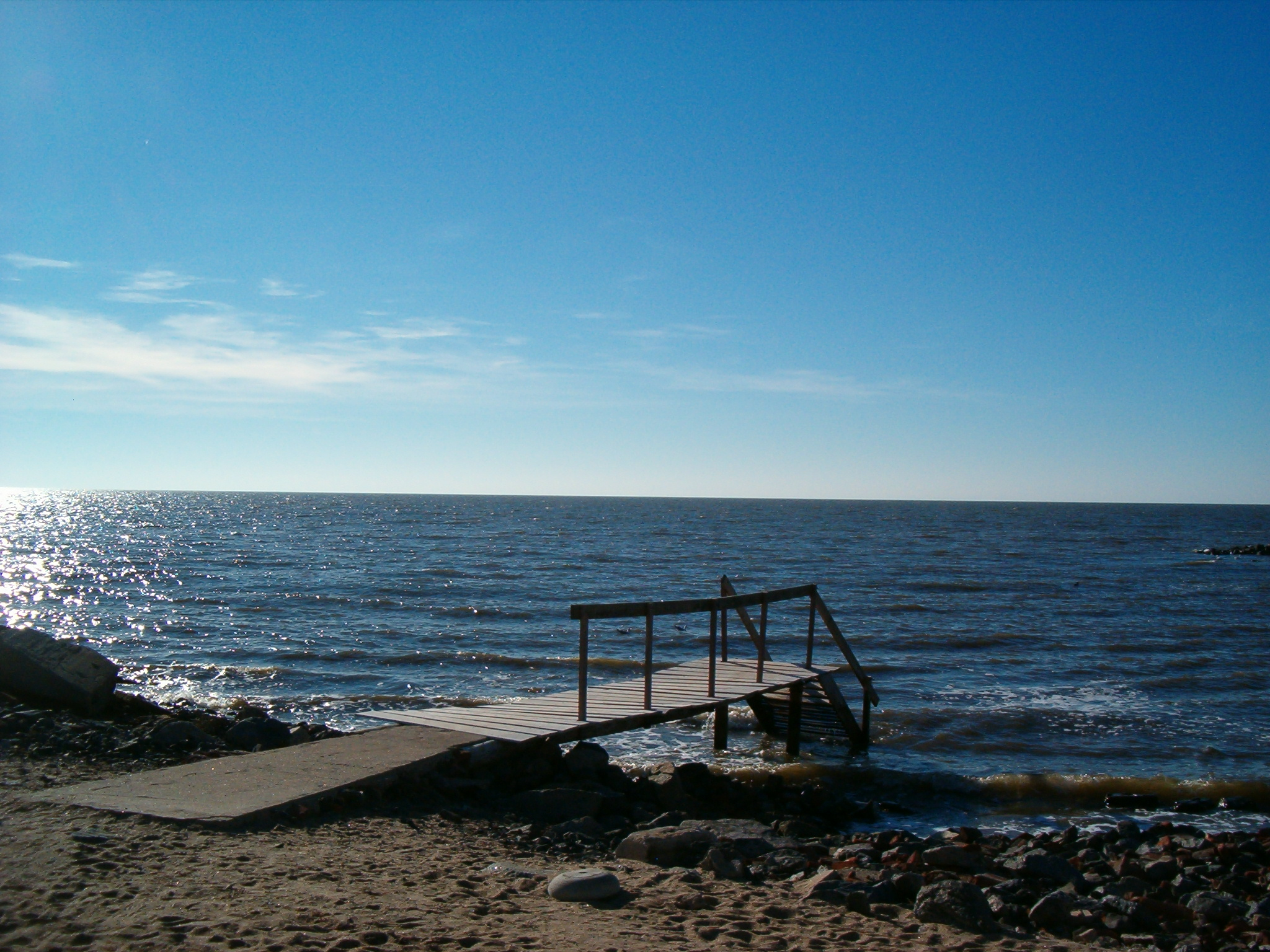
Mar Chiquita (der kleine See).

- Brinkmann, benannt nach Julio Brinkmann (1839–1895), einem aus Dortmund stammenden deutsch-argentinischen Unternehmer[2]
- Colonia Anita
- Colonia Iturraspe
- Colonia Las Pichanas
- Colonia Marina
- Colonia Prosperidad
- Colonia San Bartolomé
- Colonia San Pedro
- Colonia Vignaud
- Colonia Valtelina
- Devoto
- El Arañado
- El Fortín
- El Tío
- Freyre
- La Francia
- La Paquita
- La Tordilla
- Las Varas
- Las Varillas
- Marull
- Miramar
- Morteros
- Plaza Luxardo
- Porteña
- Quebracho Herrado
- Sacanta
- San Francisco
- Saturnino María Laspiur
- Seeber
- Toro Pujio
- Tránsito
- Villa Concepción del Tío
- Villa San Esteban[3]